# フランソワ・ユイブレシュト
フランソワ・ユイブレシュト（François Huybrechts, 1946年6月15日 - ）は、ベルギーの指揮者。
エーケレン出身。地元の音楽学校を経て1960年からアントウェルペン王立音楽院で音楽理論を学び、ダニエル・ステルネフェルトに指揮法を師事。また音楽院の奨学金を得てジャック・ペルノー、ハンス・スワロフスキー、ブルーノ・マデルナ等の指揮法のレッスンも受けた。1963年にフランダース王立歌劇場で指揮者としてデビューを飾る。1968年にはディミトリ・ミトロプーロス国際指揮者コンクールで優勝し、レナード・バーンスタインやジョージ・セルの助手として研鑽を積んだ。1972年から1978年までウィチタ交響楽団、1978年から1980年まではサンアントニオ交響楽団の首席指揮者を務めた。